# Чемпионат мира по шорт-треку среди юниоров 2024
Чемпионат мира по шорт-треку среди юниоров 2024 года проходил с 22 по 25 февраля в Гданьске (Польша).
Чемпионат включает в себя четыре дистанции — 500, 1000, 1500 и 1500 метров — суперфинал. На дистанциях сначала проводятся предварительные забеги, затем лучшие шорт-трекисты участвуют в финальных забегах. Чемпионом мира становится спортсмен, набравший наибольшую сумму очков по итогам четырёх дистанций. В случае равенства набранных очков преимущество отдаётся спортсмену занявшему более высокое место в суперфинале на дистанции 1500 м. Также проводятся с 2001 года эстафеты по три человека у девушек и у юношей на 2000 м. С 2011 года в эстафетах участвует по четыре человека на дистанциях 3000 м. С 2019 года абсолютный чемпион не разыгрывается.
1 марта 2022 года, следуя рекомендациям МОК, Совет ИСУ на основании Устава ИСУ постановил, что фигуристы, входящие в состав ИСУ в России и Беларуси, не должны приглашаться или допускаться к участию в международных соревнованиях по фигурному катанию, включая чемпионаты ИСУ и другие мероприятия ИСУ, до дальнейшего уведомления.

## Общий медальный зачёт
| Место | Страна           | Золото | Серебро | Бронза | Всего |
| ----- | ---------------- | ------ | ------- | ------ | ----- |
| 1     | Республика Корея | 4      | 4       | 2      | 10    |
| 2     | Китай            | 3      | 1       | 1      | 5     |
| 3     | Венгрия          | 2      | 0       | 0      | 2     |
| 4     | Италия           | 0      | 2       | 0      | 2     |
| 5-6   | США              | 0      | 1       | 0      | 1     |
| 5-6   | Казахстан        | 0      | 1       | 0      | 1     |
| 7     | Канада           | 0      | 0       | 3      | 3     |
| 8-10  | Япония           | 0      | 0       | 1      | 1     |
| 8-10  | Польша           | 0      | 0       | 1      | 1     |
| 8-10  | Нидерланды       | 0      | 0       | 1      | 1     |

## Медалисты

### Юноши
| Дисциплина      | Золото                                       | Серебро                                 | Бронза                                             |
| --------------- | -------------------------------------------- | --------------------------------------- | -------------------------------------------------- |
| 500 м           | Син Дон Мин Республика Корея                 | Шон Шуай США                            | Рим Ён Ун Республика Корея                         |
| 1000 м          | Син Дон Мин Республика Корея                 | Рим Ён Ун Республика Корея              | Хан Бён Чхан Республика Корея                      |
| 1500 м          | Рим Ён Ун Республика Корея                   | Лоренцо Превитали Италия                | Габриэль Джонс Канада                              |
| Эстафета-3000 м | Хан Бён Чхан Син Дон Мин Рим Ён Ун Ким Мин У | Ли Гунь Лю Яньпэн Чжан Бохао Чжан Тяньи | Юта Футигами Терухиса Миёси Райто Кида Шому Сасаки |

### Девушки
| Дисциплина      | Золото                                                   | Серебро                                                      | Бронза                                                           |
| --------------- | -------------------------------------------------------- | ------------------------------------------------------------ | ---------------------------------------------------------------- |
| 500 м           | Ван Е Китай                                              | Чхён Джэ Хи Республика Корея                                 | Виктория Жан-Баптисте Канада                                     |
| 1000 м          | Ван Е Китай                                              | Ю Су Мин Республика Корея                                    | Ангел Далеман Нидерланды                                         |
| 1500 м          | Майя Шомоди Венгрия                                      | Алина Ажгалиева Казахстан                                    | Лю Ванью Китай                                                   |
| Эстафета-3000 м | Диана Лаура Веги Майя Шомоди Дора Сигети Мелинда Шёнборн | Маргерита Бетти Федерика Кола Сара Мартинелли Виола Симонини | Наталья Белицкая Анна Фальковская Михалина Вавер Корнелия Возняк |

### Смешанная эстафета
| Дисциплина      | Золото                                                     | Серебро                                                        | Бронза                                                                                 |
| --------------- | ---------------------------------------------------------- | -------------------------------------------------------------- | -------------------------------------------------------------------------------------- |
| Эстафета-2000 м | Ли Гунь Чжан Бохао Чжан Тяньи Ван Е Чжан Цзянин Сон Цзяжуй | Хан Бён Чхан Рим Ён Ун Ким Мин У Чхён Джэ Хи Ю Су Мин О Сон Ми | Габриэль Джонс Матьё Пеллетье Адам Лав Айша Мяо Ци Виктория Жан-Баптисте Кортни Шарлон |

В общей сложности 162 спортсмена из национальных сборных 38 стран были зарегистрированы для участия в чемпионате мира по шорт-треку среди юниоров 2024 года.